# Donald Cape
Donald Paul Montagu Stewart Cape, CMG, CBE (* 6. Januar 1923; † 16. Juni 2014) war ein britischer Diplomat.

## Leben
Donald Paul Montagu Stewart Cape, Sohn von John Scarvell und Olivia Millicent Cape, leistete Dienst im Garderegiment der Scots Guards und wurde am 23. Juli 1944 zum Leutnant (Second Lieutenant) befördert. Er fand nach seinem Eintritt in den diplomatischen Dienst (HM Diplomatic Service) am 4. September 1946 zahlreiche Verwendungen an Auslandsvertretungen sowie im Außenministerium (Foreign and Commonwealth Office). Er war zwischen 1968 und 1970 Leiter des Referats Informationsverwaltung (Head of Information Administration Department) im Außenministerium sowie im Anschluss von 1970 bis 1973 Botschaftsrat an der Botschaft in den USA. Danach fungierte er zwischen 1973 und 1976 als Botschaftsrat an der Botschaft in Brasilien. Am 1. Mai 1974 wurde er zudem Generalkonsul in Brasília.
Am 5. Januar 1976 löste Cape Alan Eaton Davidson als Botschafter in Laos ab und verblieb auf diesem Posten bis 1978, woraufhin John Anthony Benedict Stewart seine Nachfolge antrat. Zugleich fungierte er auch als Generalkonsul in Vientiane. Für seine Verdienste wurde er 1977 Companion des Order of St Michael and St George (CMG). Zuletzt wurde er 1978 Nachfolger von Peter Martin Foster Ständiger Vertreter beim Europarat in Straßburg. Er übte diese Funktion bis zu seinem Eintritt in den Ruhestand 1983 aus und wurde daraufhin von Christopher Lush abgelöst. 1998 wurde er ferner Commander des Order of the British Empire (CBE).
Aus seiner 1948 geschlossenen Ehe mit Cathune Johnston gingen drei Söhne und eine Tochter hervor.